# Kiril Dontschew
Kiril Georgiew Dontschew, bulgarisch Кирил Дончев (* 21. Februar 1936 in Burgas, Bulgarien) ist ein bulgarischer Komponist und Dirigent.

## Leben
Nachdem Kiril Dontschew 1959 sein Musikstudium am Staatlichen Konservatorium in Sofia beendet hatte, war er bis 1962 drei Jahre lang beim Orchester in Burgas als Dirigent tätig. Anschließend arbeitete er von 1962 bis 1971 als Dirigent und Komponist beim Militärtheater, von 1972 bis 1988 beim Theater Sofia und 1989 ein Jahr am Nationaltheater „Iwan Wasow“. Insgesamt schrieb er die Musik zu über 240 Theaterproduktionen und war ab Mitte der 1960er Jahre als Komponist für 60 Filme verantwortlich.

## Filmografie (Auswahl)
- 1964: Fremde Heimat (Между релсите)
- 1967: Auf dem Gehsteig (По тротоара)
- 1969: Begib dich auf den Weg (Тръгни на път)
- 1973: Zählung der Wildhasen (Преброяване на дивите зайци)
- 1974: Erinnerung (Спомен)
- 1975: Der Untersuchungsrichter und der Wald (Следователят и гората)
- 1975: Die Gartenparty (Вилна зона)
- 1977: Es gibt nur eine Erde (Слънчев удар)
- 1977: Männerzeit (Мъжки времена)
- 1979: Ballade von den schwarzen Lackschuhen (Лачените обувки на незнайния воин)
- 1979: Rali – Abenteuer im osmanischen Reich (Рали)
- 1981: Mein Freund, der Pirat (Йо-хо-хо)
- 1983: Rosen für die Sängerin (За госпожицата и нейната мъжка компания)
- 1984: Der Damm (Стената)
- 1984: Gerichtsakte Nr. 205/1913 (Дело 205/1913 П. К. Яворов)
- 1984: Warten auf Irgendjemand (Откога те чакам)
- 1986: Traumfahrt (За къде пътувате)
- 1987: Freitagabend (Петък вечер)
- 1988: Was nun? (А сега накъде?)
- 1996: Später Vollmond (Закъсняло пълнолуние)